# Železniški most čez Belajo, Ufa
Železniški most čez Belajo je most za dvotirno železniško progo čez reko Belaja. Stoji v mestu Ufa, Republika Baškortostan, Rusija. 

## Konstrukcija
Gradnja mostu se je začela leta 1886 in je bila končana leta 1888. Most je omogočal prehod vlakom čez reko Belaja v kraju Ufa in omogočil gradnjo glavne železniške proge do Čeljabinska (1892).
Zasnovo je izdelal prof. Nikolaj Beleloubski v skladu s tehničnimi pravili iz leta 1884. Vsi kovinski elementi mostu so bili izdelani v znameniti železarni Votkinsk (danes Votkinska tovarna strojev) v Udmurtiji, kjer je od leta 1871 postavili Siemens-Martinovo peč. Peči so se prvič začele pogosto uporabljati v Rusiji, kar je omogočilo izdelavo tirnic za železniško omrežje države.
Most je bil sestavljen iz 6 razponov, vsak po 109-m, z dvojnima ločnima paličnima nosilcema. Ta zasnova je vključevala previdno in natančno poravnavo nosilnih elementov izdelanih iz litega železa, ki je v svojem času veljalo za napreden gradbeni material. Beleloubski je predlagal tudi inovativno konstruktivno rešitev: prečni nosilci nosilcev so bili s tečaji povezani s spodnjimi tetivami loka. Takšna vrsta konstrukcijske podpore se je v dneh Beleloubskega štela za prelomno, ker je omogočala zmanjšanje sekundarnih napetosti v nosilcih. Ta oblika je prejela zlato medaljo na razstavi v Edinburgu 1890, kasneje pa je postala znana kot »ruska podporna metoda«.
8. septembra 1888 je most slovesno odprl za promet minister za železniški promet admiral Konstantin Posyet. Na mostu je bila takoj odprta pot za pešce. V ta namen so bili izdelani posebni pločniki iz lesa (pozneje je bilo prepovedano gibanje pešcev).
Oporniki so bili okrepljeni s trikotnimi usmerjevalci vode, ki so med letno spomladansko odmrznitvijo razbili koščke ledu, ki so plavali po toku.
Junija 1919 so se bitke med rusko državljansko vojno odvijale neposredno okoli mesta Ufa, ko so umikajoče čete admirala Aleksandra Kolčaka v prizadevanju, da bi za vsako ceno ohranile nadzor nad mestom, minirale šesti desni del mostu. En konec nosilca je padel v reko in je bil močno deformiran. A to belim ni pomagalo pri uresničitvi cilja, ker je znamenita 25. strelska divizija Vasilija Čapajeva 9. junija 1919 zavzela mesto.
Z umikom Kolčaka v Sibirijo so jurišne enote Rdeče armade napredovale še naprej, njihove zadnje enote pa so ostale blizu Ufe na drugem bregu Belaje.
Medtem je prehod nujno potreboval sanacijo. Ker ni bilo na voljo ustreznih elementov ali opreme, je bilo edino upanje fizična dela. Odločili so se, da bodo z vitli dvignili padle nosilce nazaj na svoje mesto. Palec za palcem, korak za korakom.
V restavratorskih delih je sodelovalo približno 2500 gradbenikov, delavcev in železniških inženirjev. Dan za dnem, teden za tednom so delali svoje delo. In železna masa mostu, ki so jo podirali odri, se ni več tako brezupno dvignila nad Belajo.
Kot rezultat tega je bil most istega leta uspešno obnovljen z začasno vzpostavitvijo poškodovanega nosilca, čemur je sledila popolna prenova, med katero je bila nadomeščena nova konstrukcija, ki jo je v skladu s pravili iz leta 1907 zasnoval prof. Lavr Proskouriakov. Proskouriakov načrtovali največje železniške mostove v Rusiji čez reki Jenisej in Amur.
Zahvaljujoč natančni pripravi in izrednim vodstvom so graditelji mostov zamenjali poškodovani razpon z minimalnimi motnjami v prometu - v samo 11 urah. Za potiskanje starega nosilca z opornikov z dvižnim sistemom je trajalo 7 ur, za postavitev novega pa 3 ure in 45 minut. 10. oktobra 1919 je Vladimir Lenin mostarski posadki poslal čestitko v zahvalo za njihovo prizadevno delo.

## Obnova
V arhivu Ufskega mestnega vzdrževanja poti je star podatkovni list mostu, ki vsebuje naslednji vpis iz leta 1928:
 »... Vlaki z dvojnimi parnimi lokomotivami razreda E in ameriškimi vagoni ne smejo prečkati mostu. Med prehodom enojnih parnih lokomotiv razreda E največja hitrost ne sme presegati 8 km na uro (5 milj na uro). ).« 
V 20. stoletju so most večkrat okrepili in predelali.
Med letoma 1937 in 1939 so bile konstrukcije razpona okrepljene s prevelikim odstranjevanjem in dodajanjem armaturne kovine do 4 odstotkov teže razponskih konstrukcij.
Med letoma 1949 in 1951 so most obnavljali z delovnim vlakom 417. Na strani opornikov so bili postavljeni stebri za drugi tir, ki so bili nadgrajeni z enakimi razponskimi konstrukcijami (ki jih je leta 1944 za obremenitve razreda N-7 zasnoval Proektstalkonstruktsia).
Zamenjavo zastarelih 'carističnih' razponskih konstrukcij z naprednimi za obremenitve razreda S-14 je v obdobju 1991-2001 opravila Transstroimost (delniška družba).
Tako so bili do leta 2001 vsi razponi mostu opremljeni s sodobnimi jeklenimi elementi, zato ni treba skrbeti za trdnost konstrukcije in varnost prehoda.

## Most čez reko Ufa
Železniški most čez reko Ufa ima dvotirne proge čez reko Ufa, pritok Belaje. Stoji tudi v mestu Ufa, blizu postaje Urakovo (Šakša).
Njegova zasnova in zgodovina sta skoraj enaka mostu čez reko Belaja. Zgrajen in 'ozdravljen' je bil skoraj enako, dve leti kasneje. Zasnoval ga je tudi prof. Nikolaj Beleloubski v skladu s tehničnimi pravili iz leta 1884, vendar je imel le tri razpone, dolge vsake 109 metrov.
Med državljansko vojno leta 1919 so Kolčakove čete razstrelile tretji levi del mostu in ga zrušile. Eksplozija je bila izvedena s topniškim streljanjem na avtomobile z eksplozivi, ki so bili predhodno nameščeni na razponu.
Leta 1920 je bila uničena konstrukcija zamenjana z novo, ki jo je v skladu s tehničnimi pravili iz leta 1907 zasnoval prof. Proskouriakov.
Med letoma 1939 in 1940 so bile razponske konstrukcije okrepljene s prevelikim odstranjevanjem in dodajanjem armaturne kovine do 4 odstotkov teže razponskih konstrukcij.
Med letoma 1951 in 1952 je na mostu obnavljal delovni vlak №414. Na rečni strani opornikov so bili postavljeni stebri za drugi tir; ti so bili nadgrajene z enotnimi razponskimi konstrukcijami (ki jih je Ghiprotrans zasnoval leta 1931 za obremenitve razreda N-7).
Zamenjavo zastarelih 'carističnih' razponskih konstrukcij z naprednimi za obremenitve razreda S-14 je v obdobju 2001-2002 opravil "USK MOST" (delniška družba).

## Zanivimosti
- Ko je bil most leta 1888 dokončan, so izkopali umetni kanal za poravnavo toka reke Djoma. Začne se približno 100 metrov dolvodno od današnjega avtocestnega mostu v bližini kavarne Zlata ribica in teče neposredno proti Belaji. Rečni kanal se je poravnal, da bi se izognili podvajanju mostu čez reko Djoma. Pravzaprav se je Djoma prej izlila v Belajo nekaj kilometrov nižje, v sedanjo ožino jezera, ki je bil glavni kanal do leta 1854. Današnji tok reke Belaja, ki se zdaj ovija okoli Nižegorodke (Spodnje mesto ) je bil takrat širok kanal, nadvse nizek, pravzaprav marsikje primeren. Območje, ki obdaja vas Kozorez, je bilo takrat velik otok.
- Prve barvne slike železniškega mostu čez Belajo je naredil Sergey Prokudin-Gorsky leta 1910. Fotografiranje je bilo izvedeno z metodo registracije na eni stekleni plošči treh ločenih črno-belih slik, posnetih skozi modro, zelen in rdeč filter.[8][9]
- Nekoliko dlje od mostu leži majhen otok, ki vsako leto spremeni svoje obrise in poleti postane polotok. Nastanek otoka je povezan z dejstvom, da sta se na tem mestu v začetku 20. stoletja pogreznili dve barki, ki sta prevažali kruh, kar je bila podlaga za nadaljnjo sedimentacijo.